# Мазаники
Мазаники — деревня в Руднянском районе Смоленской области России. Входит в состав Любавичского сельского поселения. По состоянию на 2007 год постоянного населения не имеет. 
Расположена в западной части области в 20 км к юго-западу от Рудни, в 14 км севернее автодороги М1 «Беларусь», на берегу реки Лютыня. В 19 км юго-восточнее деревни расположена железнодорожная станция Красное на линии Москва — Минск. 

## История
В годы Великой Отечественной войны деревня была оккупирована гитлеровскими войсками в июле 1941 года, освобождена в октябре 1943 года.